# Гноєтворний
Гноєтворний (синонім — піогенний, лат. - Pyogenic, англ. - Suppurative, Pyogenic, Pyogenous, Pus-producing, ісп. - Piógeno, фр. - Pyogènes, італ. - Piogeni, нім. - Pyogenen, грец. -Πυογόνο, рос. - Гноеродный, Гноеобразующий), — медичний термін, який застосовується для означення чинників, що спричиняють утворення гною, тобто — розвиток гнійного запалення.
Термін гноєтворний в медицині, як правило, застосовується для характеристики мікроорганізмів (бактерій), які спричиняють розвиток гнійних інфекцій. Часто синонімічний варіант цього терміна — піогенний — використовується в сучасній медичній літературі для визначення низки патологічних процесів, пов'язаних з утворенням гною, таких як піогенна гранульома, піогенна мембрана, піогенні абсцеси печінки, менінгіти, перикардити та ін.

## Похідні терміни
- Гноєтворні бактерії
- Піогенна гранульома
- Піогенна мембрана